# Klondike Fury
Klondike Fury (Dias de Tortura (título em Portugal) ) é um filme norte-americano de 1942, do gênero drama, dirigido por William K. Howard e estrelado por Edmund Lowe e Lucile Fairbanks.
Klondike Fury, um modesto filme B da Monogram Pictures, é a refilmagem de Klondike, que a própria Monogram produzira em (1932).
A trilha sonora, de Edward J. Kay, foi indicada ao Oscar.

## Sinopse
O cirurgião John Mandre, expulso da profissão após uma delicada operação que resultou mal sucedida, entra para um serviço de correio aéreo. Certo dia, durante uma tempestade, seu avião cai nas regiões desérticas do Alasca. Tratado pela bela Peg Campbell, ele tenta resgatar a autoestima quando precisa realizar no filho dela a mesma cirurgia que dera errado antes.

## Premiações
| Patrocinador                                  | Prêmio | Categoria                              | Situação |
| --------------------------------------------- | ------ | -------------------------------------- | -------- |
| Academia de Artes e Ciências Cinematográficas | Oscar  | Melhor Trilha Sonora (Filme dramático) | Indicado |

## Elenco
| Ator/Atriz        | Personagem         |
| ----------------- | ------------------ |
| Edmund Lowe       | Doutor John Mandre |
| Lucile Fairbanks  | Peg Campbell       |
| William Henry     | Jim Armstrong      |
| Ralph Morgan      | Doutor Brady       |
| Robert Middlemass | Sam Armstrong      |
| Jean Brooks       | Rae Langon         |
| Mary Forbes       | Senhorita Langton  |
| Vince Barnett     | Alaska             |
| Clyde Cook        | Yukon              |
| Marjorie Wood     | Ellen              |
| Monte Blue        | Operador de voo    |
| Kenneth Harlan    | Operador de voo    |
| Leonid Snegoff    | Doutor Recksner    |